# Liga política
En política, se llama liga  a una especie de alianza o confederación creada para un fin. Necesariamente es más activa que la alianza y la confederación, pero supone una menor duración, porque una liga política se propone para un fin próximo. Con efecto, la liga es una unión de designios y de fuerzas para ejecutar por medio del concurso de operaciones combinadas, una empresa común y repartirse sus frutos. Los hombres se confederan para obrar y se ligan para triunfar y en este sentido tituló La Fontaine uno de sus apólogos La liga de los ratones. En la alianza hay acuerdo con acción o sin ella; en la confederación hay concierto, en la liga impulso común.
Sin embargo, han existido en Suiza tres ligas perpetuas: 
- liga de los grises o liga gris
- liga de la casa de Dios
- liga de las diez jurisdicciones

Se llama también liga hereditaria la que en los primeros años del siglo XVI hizo el emperador Maximiliano con los suizos. También se llaman ligas las conjuraciones y cábalas que forman varios particulares con algún fin.